# Anja Karliczek
Anja Karliczek 
(Ibbenbüren, 29 de abril de 1971) es una política alemana de la Unión Demócrata Cristiana (CDU). Fue ministra Federal de Educación e Investigación en el cuarto gabinete de la canciller Angela Merkel desde el 14 de marzo de 2018 hasta el 8 de diciembre de 2021.

## Biografía
Anja Karliczek nació en Ibbenbüren y creció en Tecklenburg. Estudió administración de empresas en la Fernuniversität Hagen desde 2003 hasta 2008.
Karliczek se unió a la Unión Demócrata Cristiana (CDU) en 1998 y se convirtió en presidenta local del partido en Tecklenburg en 2011.
En las elecciones federales de 2013 fue elegida diputada del Bundestag, siendo miembro del Comité de Finanzas entre 2013 y 2018.
En marzo de 2018 fue nombrada Ministra Federal de Educación e Investigación en el Cuarto Gabinete Merkel. En su calidad de ministra, Karliczek fue miembro de la Conferencia Científica Conjunta (GWK), un organismo que se ocupa de todas las cuestiones de financiación de la investigación, estrategias de ciencia e investigación y el sistema científico que afectan conjuntamente al gobierno federal de Alemania y sus 16 estados federados.